# Космічна Одіссея: Стенлі Кубрик, Артур Кларк та створення шедевра
Космічна Одіссея: Стенлі Кубрик, Артур Кларк та створення шедевра (англ. Space Odyssey: Stanley Kubrick, Arthur C. Clarke, and the Making of a Masterpiece) — документально-публіцистична книга американського письменника і режисера Майкла Бенсона, присвячена історії створення фільму «Космічна одіссея 2001 року». Вийшла друком у видавництві Simon & Schuster в квітні 2018 року.

## Огляд книги
Книга висвітлює маловідомий широкому загалу шанувальників процес творення кіноепопеї «Космічна одіссея 2001 року», а також однойменного роману, який писався паралельно зі зйомками фільму. Автор на основі великого масиву спогадів учасників зйомок, знайомих і родичів режисера Стенлі Кубрика та письменника-фантаста Артура Кларка, архівних газетних публікацій, цілого ряду інших матеріалів створив цілісне документальне полотно, в якому всебічно розглянуто не лише історію, особливості технічної сторони знімального процесу, а й проаналізовано символіку фільму, його вплив на масову культуру другої половини ХХ сторіччя.

## Сприйняття
Книга в цілому була позитивно оцінена як професійними критиками, так і поціновувачами фантастики. Схвальні рецензії на книгу Бенсона з'явилися в «The New York Times Book Review» та інших виданнях, позитивні відгуки висловили Том Генкс і Мартін Скорсезе.
В 2019 році книга номінувалася на премію американського журнала «Локус» (номінація «Публіцистика»).